# Glipa ohmomoi
Glipa ohmomoi es una especie de coleóptero de la familia Mordellidae.

## Distribución geográfica
Habita en  Tailandia.